# SNCV Groupe de Tournai
Le groupe ou tramway de Tournai a fonctionné dans la ville de Tournai située dans la province de Hainaut  en Belgique entre le 14 mars 1901 et le 8 août 1954.

## Histoire

### Mise en service (1901)
Les 3 premières lignes voyageurs du réseau Tournai - Ath, Tournai - Péruwelz et Tournai - Templeuve ainsi que la ligne Ath - Flobecq sont mises en service progressivement entre 1901 et 1906, la concession étant accordée par affermage en 1899 à la société anonyme de Tramways urbains et vicinaux (TUV) exploitant le réseau pour le compte de la Société nationale des chemins de fer vicinaux (SNCV). L'exploitation est cependant reprise directement par la SNCV en 1920.
Le réseau compte alors au 1er octobre 1906 quatre lignes à vapeur :
- (V) 401/1 Tournai Gare - Néchin La Festingue ;
- (V) 402 Tournai Gare - Ath Gare ;
- (V) 403 Ath Gare - Flobecq Gare ;
- (V) 420 Tournai Gare - Péruwelz Rue de la Verte Louche.

Légende : les indices en italique sont à titre indicatif, ils correspondent au tableau de la ligne.

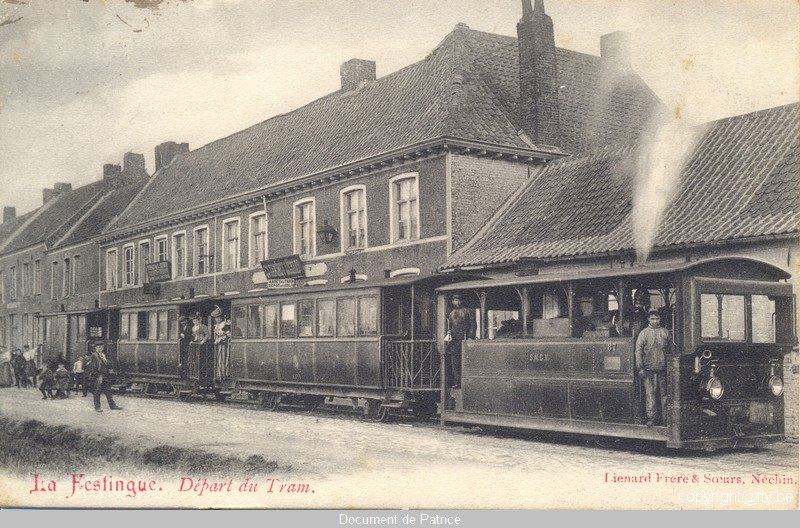
Un train sur la ligne 401/1 au terminus de Néchin La Festingue.
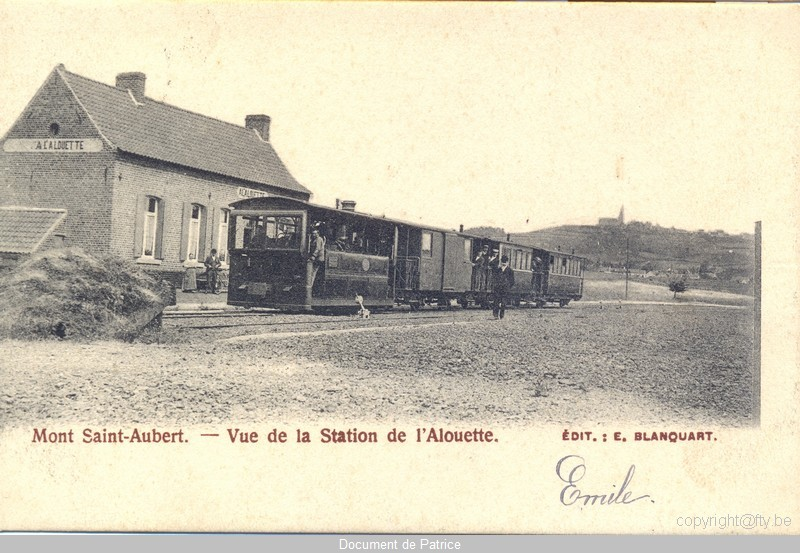
Un train sur la ligne 402 (se dirigeant vers Tournai) à Kain l'Alouette.

### L'après-guerre (1918-1930)

#### Les lignes d'autobus
Les années 1920 voient le développement anarchique de lignes d'autobus souvent en parallèle des lignes ferroviaires ou vicinales. En 1929, une loi est passée pour attribuer en priorité les concessions des lignes à la Société nationale des chemins de fer belges (SNCB) et à la SNCV. Dès lors, les deux sociétés vont progressivement mettre en service leurs propres réseaux d'autobus (la SNCV possède ce droit depuis 1924), mais ceux-ci ne sont pas coordonnés entre eux et se font également souvent concurrence.
Parmi les lignes mises en service, un certain nombre reprennent les tracés établis pour des projets qui n'ont finalement pas été menés à terme :
- Tournai - Bruyelles[note 2], ligne qui reprend le tracé de l'ancien projet de ligne Tournai - Hollain puis Tournai - Bruyelles, elle est prise en considération par le ministère de l'agriculture et des travaux publics le 6 février 1925[note 3], exploitée sans autorisation un temps par Noël Jeunehomme, elle est concédée le 20 juin 1929 à la SNCV, celle-ci étant prioritaire du fait qu'elle a proposé ce projet en premier lieu et que celui-ci a été pris en considération[note 4]. Elle maintient un temps l'exploitant de la ligne mais celui-ci est révoqué le 24 novembre 1931 et remplacé le 24 du mois suivant par Maurice Chaval, la ligne est par la suite prolongée à Bléharies par Hollain entre 1929 et 1934, puis de Bléharies à Lesdain par Rongy entre 1934 et 1938[note 5],[1],[2].
- Hérinnes - Pecq, ligne qui reprend le tracé du projet de ligne Pecq - Néchin, elle est concédée le 6 décembre 1929[note 6].

Il existe également en 1934 une ligne Tournai - Esplechin longeant en partie la chaussée de Douai (N508) ainsi qu'une ligne Tournai - La Glanerie, la première est probablement concédée à la SNCV en reprenant le projet de ligne Tournai - Esplechin mais en passant par la chaussée de Douai et non par Ere comme le projet le prévoyait, ceci probablement pour cause de concurrence de parcours avec la ligne ferroviaire 88A, la ligne ferroviaire est cependant longée par la seconde ligne Tournai - La Glanerie qui est probablement concédée à la SNCB,.
Deux autres lignes sont également mises en service à la même époque :
- Tournai - Courtrai, en suivant la ligne de tramway, concédée le 7 février 1931, il s'agit là probablement d'un service rapide entre ces deux villes ou complémentaire à la ligne de tramway[note 8].
- Tournai - Lessines, par Frasnes-lez-Anvaing en suivant la chaussée entre ces trois villes (N529), ligne concédée le 24 décembre 1931[note 9].

### Les années 1930

#### L'apogée du réseau vapeur
Le réseau vapeur atteint son apogée en 1930 à la suite de l'ouverture de deux lignes : 409 Tournai - Rumillies le 14 juillet 1929 et 399 Tournai - Wez-Velvain le 30 août 1930. Il compte alors sept lignes :
- (V) 399 Tournai Gare - Wez-Velvain Station ;
- (V) 401/1 Tournai Gare - Toufflers Douane ;
- (V) 402 Tournai Gare - Ath gare ;
- (V) 403 Ath gare - Flobecq Gare ;
- (V) 404/1 Tournai Gare - Hertain Frontière ;
- (V) 406 Tournai Gare - Courtrai Gare (Doorniksewijk) ;
- (V) 409 Tournai Gare - Rumilies Bas Rejet ;

#### Les projets d'électrification et de réseau urbain
Entre 1911 et 1914, la SNCV étudie la possibilité d'électrifier une partie des lignes y compris un certain nombre à l'état de projet comme Tournai - Bruyelles et d'établir un service urbain sur Tournai, on peut d'ailleurs observer le même phénomène dans d'autres villes comme à Louvain et Malines, cependant ces projets sont interrompus par la guerre. Au début des années 1930, les projets d'électrification reviennent à la faveur du rétablissement du réseau depuis 1925. Le projet comprend l'électrification des lignes 401 Tournai - Templeuve, 404 Tournai - Hertain, 409 Tournai - Rumillies ainsi que la création de deux lignes urbaines, une première entre Kain et le cimetière sud (dans le faubourg Saint-Martin, future ligne K) et une autre entre la gare et la Grand-Place puis en suivant la ligne d'Hertain (future ligne O) toutes deux partageant un tronc commun à double voie entre la gare et le beffroi par la rue Royale le pont Notre-Dame et la rue des Chapeliers. Il est également évoqué l'électrification de la section Kain - Frasnes de la ligne Tournai - Ath, cependant ce projet ne sera jamais mené à terme. Le projet prévoit également de doter les lignes à traction autonome d'autorails. L'électrification des lignes suburbaines et la mise en service des autorails permettant de réduire les temps de parcours doit également s'accompagner d'un renforcement des fréquences.

#### Travaux et mise en service des lignes

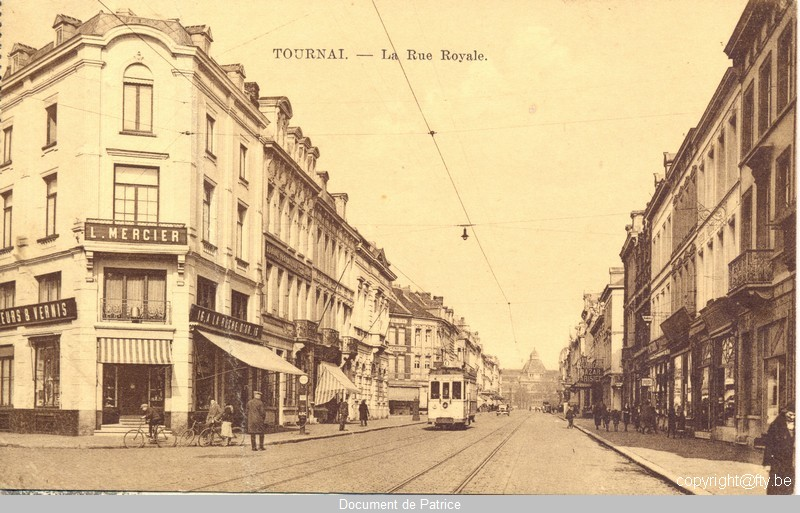
Tramway de la ligne O sur la rue Royale.

Le conseil communal de Tournai ayant approuvé le projet des lignes urbaines le 29 juillet 1932, les travaux de construction de ces lignes sont entrepris tandis qu'en parallèle les travaux d'électrification de la ligne Tournai - Hertain sont menés. Un premier service est mis en service le 6 septembre 1932 entre Kain Station et la Grand Place par l'itinéraire de la ligne Tournai - Hertain (via le pont de fer, les travaux n'étant pas terminés sur l'itinéraire des lignes urbaines) renforcé entre la gare et la Grand Place par un second service. L'inauguration officielle ayant eu lieu le 10 septembre, le service régulier est mis en application sur Tournai - Hertain, Tournai - Kain et Tournai Gare - Tournai Grand Place puis le 31 décembre l'itinéraire des lignes urbaines est mis en service par la rue Royale et le pont Notre-Dame. La ligne Tournai - Templeuve est mise en service en traction électrique le 9 janvier 1933 ne laissant plus que la ligne de Rumillies à électrifier. Le 5 février, les lignes reçoivent un indice H Tournai - Hertain, K Kain - Tournai, O Tournai - Orcq, T Tournai - Templeuve auxquelles s'ajoute la ligne R Tournai - Rumillies électrifiée le 9 janvier 1934.
L'électrification des lignes s'accompagne d'un renforcement des fréquences, :
- sur la ligne H Tournai - Hertain, le service passe de cinq à onze services jusqu'à la frontière renforcé toutes les trente minutes entre la gare de Tournai et Orcq par la ligne urbaine O toutes les trente minutes, le temps de parcours entre Tournai et Hertain passe de 38 à 25 minutes. L'électrification de la ligne et la mise en place de la signalisation sur les voies uniques (voir Conduite et signalisation) entraîne par ailleurs le retour d'un service à double sens par le centre-ville, celui-ci s'effectuait auparavant par les boulevards depuis la gare sur les lignes Tournai - Hertain et 399 Tournai - Wez (cette dernière va également repasser dans les deux sens par le centre-ville avec la mise en service des autorails).
- la ligne R est de 1933 jusqu'à son électrification exploitée partiellement à l'aide d'autorails sans que le temps de parcours (de seize minutes) ne soit modifié, son service passe cependant de cinq à sept services par jour en semaine;
- sur la ligne T Tournai - Toufflers, le service passe d'un tram toutes les deux heures à un tram toutes les heures, le temps de parcours auparavant de 50 à 55 minutes passe à 34–40 minutes.

Les deux lignes urbaines par la rue Royale assurent un service toutes les quinze minutes entre la gare et le beffroi et au trente minutes sur les autres sections.

#### Remplacement de la traction vapeur
Parallèlement à l'électrification des lignes, la SNCV met en service les premiers autorails au cours de l'année 1933 sur la ligne Tournai - Wez puis sur les autres lignes du réseau à l'exception de celle de Courtrai. On compte parmi ces premiers autorails des véhicules de la série 62-71 construite dans les ateliers SNCV du dépôt de Cureghem (Bruxelles). Tout comme pour les lignes électriques, le service est renforcé, :
- sur la ligne 399 Tournai - Wez-Velvain, on passe de cinq services dans chaque sens en semaine à sept, par ailleurs, sur Tournai elle emprunte comme la ligne H Tournai - Hertain les voies par la Grand Place dans les deux sens;
- sur la ligne Tournai - Frasnes, les quatre services en semaine sont renforcés par trois services partiels dans chaque sens vers les stations de Velaines (deux services) et Quartes (un service), par ailleurs avec le prolongement de la ligne urbaine K à la station de Kain l'Alouette, la ligne y est limitée et donne correspondance au tramway électrique (seuls deux services dans chaque sens continuent vers la gare de Tournai).

Il reste cependant le même sur les lignes 403 Ath - Flobecq et 406 Tournai - Courtrai (cette dernière restant en traction vapeur).

#### Le réseau achevé
Le réseau comprend alors deux lignes urbaines électriques, trois lignes suburbaines électriques et cinq autres à traction autonome :
Lignes urbaines (électriques) :
- K Kain l'Alouette - Tournai Cimetière Sud ;
- O Rumillies Verte Feuille - Tournai Tir National.

Lignes provinciales à traction électrique :
- H Tournai Gare - Hertain Douane ;
- R Tournai Gare - Rumillies Bas Rejet ;
- T Tournai Gare - Toufflers Douane.

Lignes provinciales à traction autonome :
- 399 Tournai Gare - Wez-Velvain Rue du Pont Fossiez ;
- 402 Tournai Gare - Ath Gare ;
- 403 Ath Gare - Flobecq Gare ;
- 406 Tournai Gare - Courtrai Doorniksewijk ;
- 420 Tournai Gare - Péruwelz Rue de la Verte Louche.

En 1936, dans le cadre de la réorganisation des services ferrés dans le Hainaut, les lignes électriques de Tournai sont numérotées de 1 à 6, les lignes électriques des réseaux de Charleroi, du Centre et de Mons sont également renumérotés de 1 à 99 dans une numérotation commune, ces réseaux étant reliés entre-eux, le réseau de Tournai restant isolé.
| Lettre | 1936 | Ligne                                          |
| ------ | ---- | ---------------------------------------------- |
| H      | 4    | Tournai Gare - Hertain Douane                  |
| K      | 3    | Kain l'Alouette - Tournai Cimetière Sud        |
| O      | 5    | Rumillies Verte Feuille - Tournai Tir National |
| R      | 6    | Tournai Gare - Rumillies Bas Rejet             |
| T      | 1    | Tournai Gare - Toufflers Douane                |

### La Seconde Guerre mondiale et la reconstruction (1939-1950)
Les deux lignes urbaines 3 Tournai - Kain et 5 Tournai - Rumillies passant par la Grand-Place sont supprimées en 1940 à la suite de la destruction des ponts sur l'Escaut de même que le passage par le centre-ville des lignes suburbaines.
Après la guerre, la SNCV exploite encore huit lignes suburbaines autour de Tournai dont trois sont électrifiées, les autres étant exploitées au moyen d'autorails.
Lignes en service au 1er janvier 1950 :
Lignes provinciales à traction électrique :
- 1 Tournai Gare - Toufflers Douane ;
- 4 Tournai Gare - Hertain Douane ;
- 6 Tournai Gare - Rumillies Bas Rejet ;

Lignes provinciales à traction autonome :
- 399 Tournai Gare - Wez-Velvain Rue du Pont Fossiez ;
- 402 Tournai Gare - Ath Gare ;
- 403 Ath Gare - Flobecq Gare ;
- 406 Tournai Gare - Courtrai Doorniksewijk ;
- 420 Tournai Gare - Péruwelz Rue de la Verte Louche ;

### La suppression (1952-1954)
La période de l'après-guerre voit en Belgique comme ailleurs en Europe de l'Ouest une explosion du trafic automobile et une forte baisse de la fréquentation des lignes vicinales. Cette forte baisse de la fréquentation et des coûts d'exploitation et d'entretien des lignes ferrées élevés poussent en 1947 la SNCV alors en fort déficit à s'interroger quant-à l'avenir de ses lignes. Celle-ci décide d'abord de supprimer les lignes peu rentables, le plus souvent rurales et à traction autonome pour les remplacer par des autobus mais face au développement toujours important du transport individuel et à une vision du tramway comme mode de transport dépassé ces décisions de suppression vont progressivement s'étendre aux villes de taille moyenne puis à l'ensemble du réseau ferré. Après un essai à Bruges entre 1950 et 1951, les réseaux des villes de taille moyenne comprenant Louvain, Malines, Namur et Tournai sont progressivement supprimés à partir de 1952, ces suppressions s'accompagnent de la mise en service d'un réseau d'autobus urbains,.
À Tournai, les lignes électriques 1, 4 et 6 ainsi que la ligne de Wez-Velvain à traction autonome sont supprimées le 26 avril 1952 et remplacées par des services routiers. En parallèle, un service urbain est remis en service entre Tournai et Kain sur le tracé de l'ancienne ligne 3. Puis en 1953 les lignes de Courtrai et Péruwelz sont supprimées et à leur tour et remplacées par des services routiers. Le 8 août 1954 les dernières lignes du réseau de Tournai : Tournai - Ath et Ath - Flobecq sont supprimées et remplacées par des services routiers. Par ailleurs la même année, le 1er mai 1954, une seconde ligne urbaine d'autobus est mise en service reprenant l'itinéraire de l'ancienne ligne 5 entre Warchin, Rumillies Verte Feuille et le Tir National à Tournai.

### Vestiges

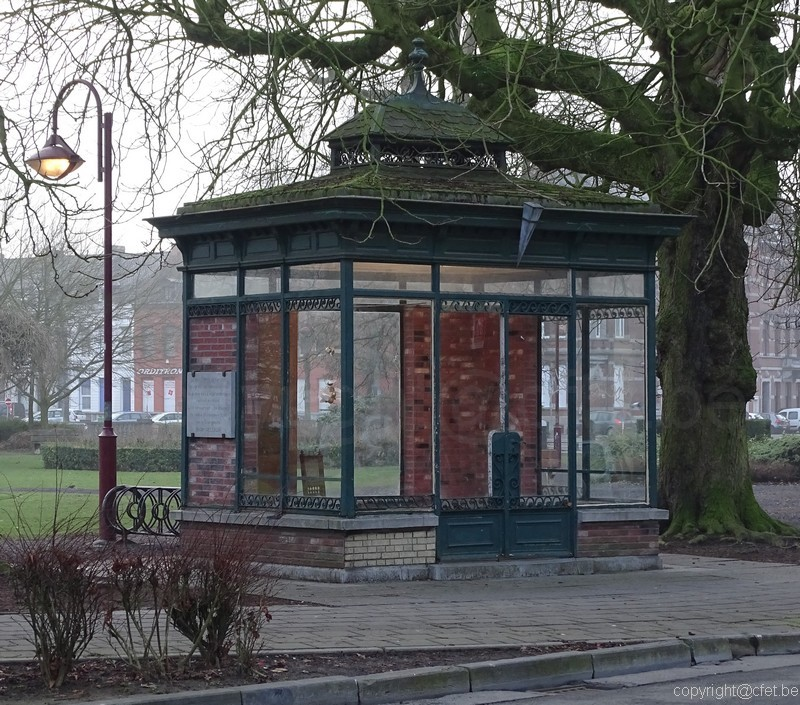
L'ancienne aubette du tramway sur la place Crombez.

- Le bâtiment de l'ancienne sous-station électrique située à Templeuve sert aujourd'hui de sous-station électrique pour le réseau électrique général;
- Le gare de Néchin La Festingue a été désaffectée à la suite de la fermeture du réseau et vendue, elle sert aujourd'hui de commerce;
- Les dépôts du réseau ont continué à servir pour les autobus, mais seul celui de Tournai est toujours utilisé par le TEC Hainaut, les autres ont été vendus à des particuliers.

Par ailleurs une ancienne aubette du début du siècle située sur la place Crombez à l'ancien terminus des tramways à la gare de Tournai a été préservée.

## Lignes

### Lignes urbaines
| Nom | Alias Autres indices et tableaux | Début du service voyageurs | Fin du service voyageurs | Traction   |
| --- | -------------------------------- | -------------------------- | ------------------------ | ---------- |
| 3   | 401/2, K                         | 1932                       | 1940                     | électrique |
| 5   | 404/2, O                         | 1932                       | 1940                     | électrique |

### Lignes régionales membres du groupe à leur mise en service
| Nom | Alias Autres indices et tableaux | Début du service voyageurs | Fin du service voyageurs | Traction            |
| --- | -------------------------------- | -------------------------- | ------------------------ | ------------------- |
| 1   | 401/1, T                         | 1901                       | 1952                     | vapeur → électrique |
| 4   | 404/1, H                         | 1911                       | 1952                     | vapeur → électrique |
| 6   | 409, R                           | 1929                       | 1952                     | vapeur → électrique |
| 399 |                                  | 1930                       | 1952                     | vapeur → autorail   |
| 402 |                                  | 1901                       | 1954                     | vapeur → autorail   |
| 403 |                                  | 1903                       | 1954                     | vapeur → autorail   |
| 406 |                                  | 1923                       | 1953                     | vapeur → autorail   |
| 410 |                                  | 1903                       | 1954                     | vapeur → autorail   |
| 420 |                                  | 1902                       | 1953                     | vapeur → autorail   |

### Lignes régionales intégrées au groupe en 1948
| Nom   | Alias Autres indices et tableaux | Début du service voyageurs | Fin du service voyageurs | Traction          |
| ----- | -------------------------------- | -------------------------- | ------------------------ | ----------------- |
| 370/2 |                                  | 1927                       | 1956                     | vapeur → autorail |
| 411/1 |                                  | 1916                       | 1954                     | vapeur → autorail |

## Infrastructure

### Liaison avec d'autres réseaux
- ligne 1 avec la ligne C du tramway de Roubaix Tourcoing en 1915 (raccordement militaire construit par l'occupant allemand) puis en 1926 lors du prolongement de ces deux lignes à la douane française de Toufflers;
- ligne 406 Tournai - Pecq avec la ligne 372 Courtrai - Pecq du réseau de Courtrai en 1923.

### Voies et tracé
La voie à l'écartement métrique est établie tantôt en voie double tantôt en voie unique, en site banal, en accotement ou en site indépendant selon les lignes et tracés.

### Les voies sur Tournai
Dès leur création, les lignes 402 et 420 empruntent le boulevard de ceinture depuis la gare sans passer par le centre-ville, la ligne 401 à l'inverse emprunte la rue Royale, du Becquerelle et les quais Dumon, Andreï Sakharov et des Vicinaux pour rejoindre le pont Delwart, le Rond-Point et l'avenue de Maire vers Templeuve.
À sa mise en service, le 25 juin 1911, la ligne 404 Tournai - Hertain emprunte depuis la gare le même itinéraire que la ligne 401 jusqu'au quai Dumon d'où elle emprunte le pont de Fer puis les rues du Cygne, de la Tête d'Argent et de l'Yser pour arriver sur la Grand-Place d'où elle rejoint les rues des Maux, Dorez et la porte de Lille pour rejoindre la chaussée du même nom vers Hertain.
La retraite allemande en octobre 1918 entraine la destruction des ponts de Fer et Delwart, un pont provisoire est construit en remplacement du pont Delwart permettant à la ligne 401 de continuer de fonctionner, la ligne 404 de son côté est déviée par ce pont provisoire, le Rond-Point et le boulevard de ceinture pour rejoindre la porte de Lille et ne passe plus par la Grand-Place. Ce n'est qu'en septembre 1925 avec le rétablissement des ponts Delwart et de Fer que la ligne 404 reprend son itinéraire d'avant-guerre néanmoins à une date inconnue le trafic depuis la gare est à nouveau reporté par le pont Delwart, le Rond-Point et le boulevard de Ceinture.
L'électrification de la ligne 404 le 10 septembre 1932 l'amène à repasser dans les deux sens par la Grand-Place, la ligne 399 connait la même évolution en 1933 lors de la mise en service des autorails.
La destruction des ponts de Fer et Notre-Dame le 19 mai 1940 amène à la suppression des lignes 3 et 5, les lignes 4 et 399 sont déviées dans les deux sens par le pont Delwart, le Rond-Point et le boulevard de ceinture jusqu'à la porte de Lille, plus aucune ligne ne passant par la Grand-Place. Cette situation va perdurer jusqu'à la suppression de ces deux lignes le 26 avril 1952.

### Traction électrique
Avec l'électrification au début des années 1930, l'alimentation électrique est assurée au moyen d'une ligne aérienne de contact (LAC) ou caténaire avec captation du courant par pantographe. Le réseau dispose de deux sous-stations de traction, l'une située dans le dépôt de Tournai à l'entrée sur le boulevard Delwart, elle alimente les deux lignes urbaines (3, 5) et les trois lignes suburbaines (1, 4, 6) et une autre située à Templeuve pour la ligne 1 (50° 38′ 38″ N, 3° 17′ 18″ E). La sous-station de Tournai n'étant pas terminée pour les essais et la mise en service des lignes en 1932, une sous-station mobile assure l'alimentation électrique le temps des travaux. Les deux sous-stations sont construites selon un plan standard utilisé dans les années 1930 par la SNCV sur l'ensemble de son réseau du fait de l'électrification de nombreuses lignes.

### Conduite et signalisation
Les lignes sont comme les autres lignes de tramway vicinal de la SNCV exploitées selon le principe de conduite à vue, les sections en voie unique respectant les ordres de marche (un train ne peut pénétrer sur une section en voie unique qu'à un horaire précis), ou grâce à un bâton-pilote (seul le possesseur peut pénétrer sur la section en voie unique).
Avec l'électrification du réseau au début des années 1930, une partie du réseau à voie unique sur Tournai est équipée du système de signalisation lumineuse d'occupation pour voie unique développé par la SNCV. La signalisation est activée manuellement par clef, il permet donc également de faire circuler les locomotives et autorails sur les sections électrifiées (le système ne semble pas par la suite avoir été automatisé à l'aide de contacteurs comme sur d'autres réseaux de la société).

Principe de fonctionnement de la signalisation pour voie unique.

### Arrêts, stations et gares
Le réseau dispose à la frontière française d'une gare douanière, la station vicinale de Néchin La Festingue pour servir au trafic transfrontalier, cette gare abrite des bureaux de douane pour permettre ce trafic de transit.
La SNCV dispose également de nombreuses stations où un café fait office de bâtiment voyageur selon un accord passé entre la société et le gérant de l'établissement comme c'est le cas à la station de Kain l'Alouette (la SNCV lui donne cependant le nom officiel de Kain Trinité). Elle implante également à divers endroits des aubettes pour les voyageurs (les modèles ayant varié au cours du temps), l'une d'elles est toujours visible sur la place Crombez à Tournai (voir #Vestiges).
Par ailleurs, la ligne 406 Tournai - Courtrai a à son terminus du Doorniksewijk (« faubourg de Tournai ») à Courtrai commun avec la ligne KMx Courtrai - Mouscron une aubette faisant office de bâtiment voyageur et de guichet de délivrance des tickets (ce bâtiment appartient cependant au réseau de Courtrai).

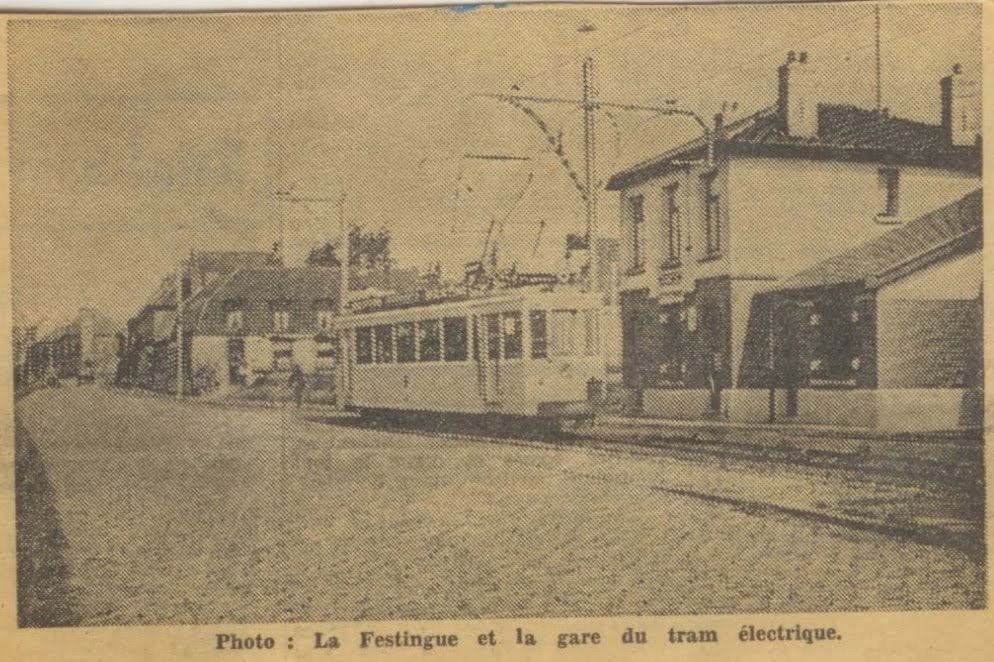
Date inconnue, motrice Standard passant devant la gare de Néchin La Festingue avant de pénétrer en France.
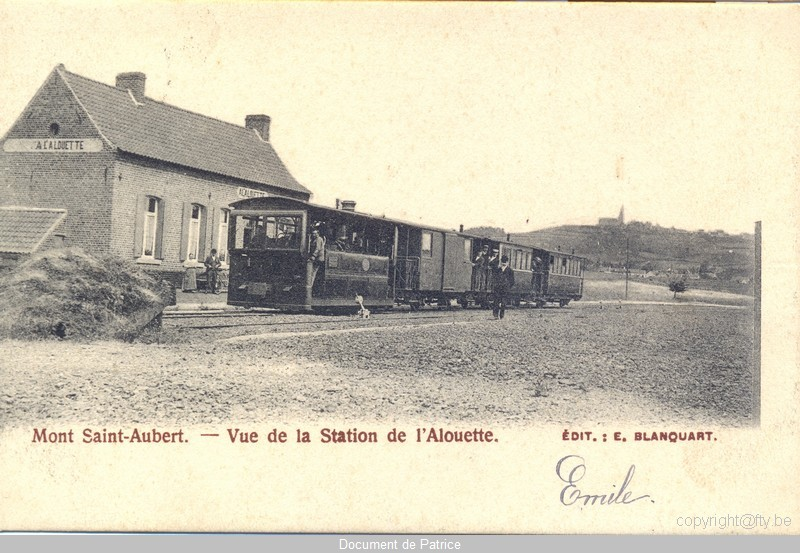
Un tram à vapeur sur la ligne Tournai - Ath (se dirigeant vers Tournai) à la station de Kain l'Alouette au début du XXe siècle.
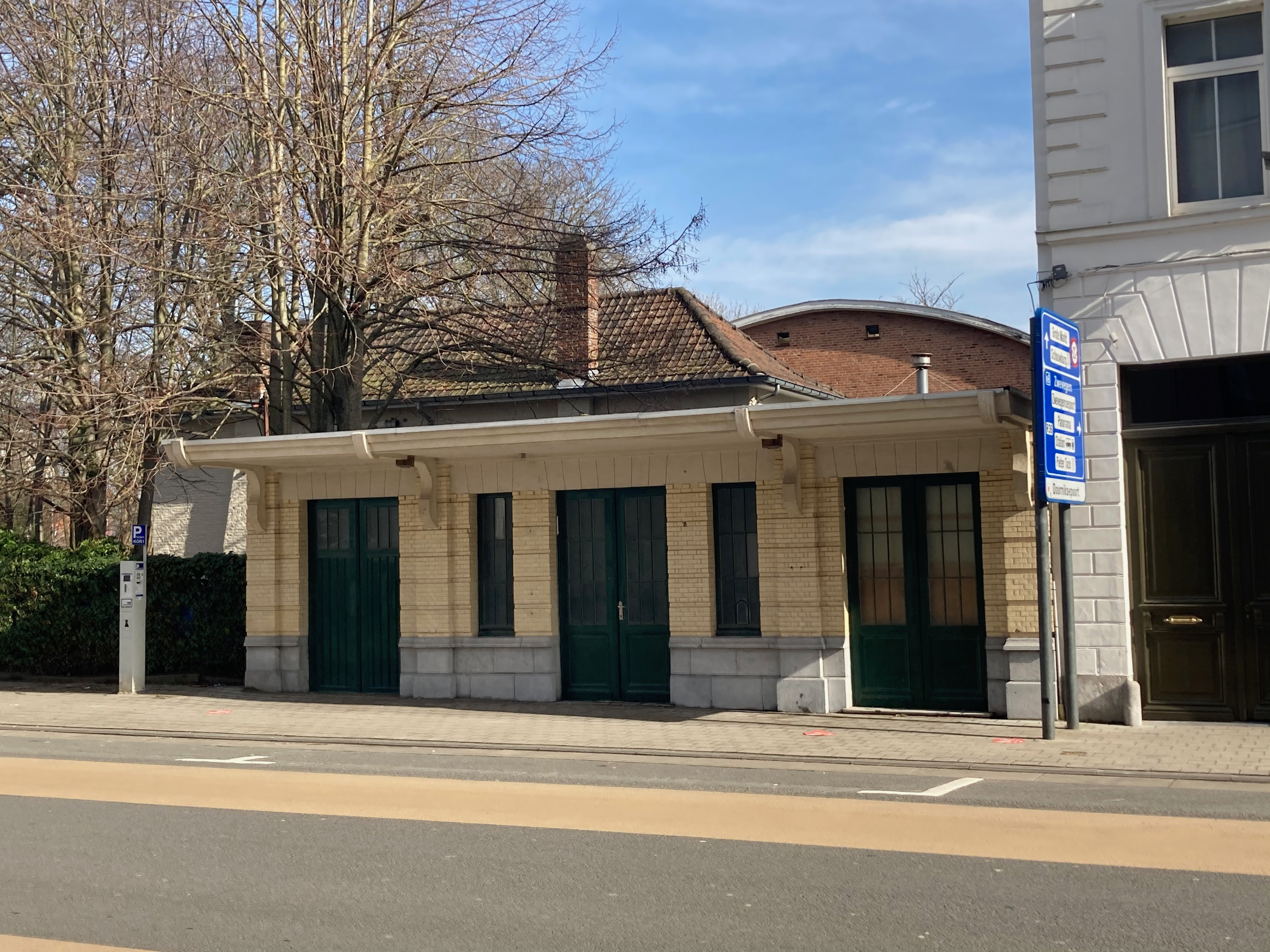
L'aubette du Doorniksewijk à Courtrai en 2017.

### Dépôts
Nom : (gare) : quand le dépôt ou la station est accolé ou proche d'une gare.
Type : D : dépôt , S : station , Sf : si la station sert de gare douanière à la frontière , Sp : si la station est établie dans un bâtiment privé le plus souvent un café ou plus rarement une habitation privée.
| Illustration | Nom                        | Type | Commune                 | Localisation                | Capital    | Ligne l'utilisant | État                            | Remarques |
| ------------ | -------------------------- | ---- | ----------------------- | --------------------------- | ---------- | ----------------- | ------------------------------- | --------- |
|              | Flobecq (gare)             | D    | Flobecq                 | 50° 44′ 13″ N, 3° 44′ 50″ E | 99 puis 95 | 403               | Hors service.                   |           |
|              | Frasnes-lez-Anvaing (gare) | D    | Frasnes-lez-Anvaing     | 50° 39′ 47″ N, 3° 36′ 57″ E | 95         | 402               | Hors service.                   |           |
|              | Mainvault                  | DSp  | Mainvault               | 50° 38′ 53″ N, 3° 42′ 54″ E | 95, 162    | 402               | Hors service.                   |           |
|              | Pecq (gare)                | D    | Pecq                    | 50° 41′ 08″ N, 3° 21′ 39″ E | 151        | 406               | Hors service en partie détruit. |           |
|              | Tournai                    | D    | Tournai                 | 50° 36′ 54″ N, 3° 22′ 59″ E | 95         | Toutes sauf 403.  | En service TEC.                 |           |
|              | Wasmes-Audemez-Briffœil    | D    | Wasmes-Audemez-Briffœil | 50° 33′ 17″ N, 3° 31′ 58″ E | 95         | 420               | Hors service.                   |           |

## Matériel roulant

### Automotrices électriques
- Motrice à deux essieux : 9925
- Motrice à deux essieux : 10012 à 10018
- Type Standard à caisse en vois et plaques d'itinéraire : 10028-10030 et à caisse métallique rivetée et boite à film : 10202, 10206, 10264, 10277

### Automotrices thermiques
- Type 62-71 : 65, 66 et 68, 70 et 71
- Type 118-127 : 127
- Type 184-208 : 199 et 200
- Type 259-282 : 266, 269, 273, 275 (le 266 circule toujours sur le tramway des grottes de Han)
- Type 297-300 : 297 à 300

### Locomotives à vapeur
- Type 3 : 87
- Type 4 : 294, 493
- Type 6 : 408

### Remorque
- Type Standard

## Capitaux
L'ensemble des lignes sont regroupées dans le capital 95 dit de la « Banlieue de Tournai » à l'exception de la ligne Ath - Flobecq qui appartient à sa création au capital no 99, celui-ci est cependant fusionné le 11 janvier 1913 avec le capital de la Banlieue de Tournai. La ligne 406 Tournai - Courtrai dépend également des capitaux 85 « Aarsele - Courtrai - Mouscron - Menin » et 151 « Courtrai - Bellegem - Pecq » pour la section Pecq - Courtrai,.